# Drymeia amnicola
Drymeia amnicola är en tvåvingeart som först beskrevs av Huckett 1966.  Drymeia amnicola ingår i släktet Drymeia och familjen husflugor.
Artens utbredningsområde är Kalifornien. Inga underarter finns listade i Catalogue of Life.